# Epimedium lishihchenii
Epimedium lishihchenii är en berberisväxtart som beskrevs av William Thomas Stearn. Epimedium lishihchenii ingår i släktet sockblommor, och familjen berberisväxter. Inga underarter finns listade i Catalogue of Life.